# Beast Loose in Paradise
Beast Loose in Paradise är en singel av det finska bandet Lordi. Låten är inte från något album utan var med i eftertexterna på deras skräckfilm Dark Floors. Låten spelades på Wacken Open Air 2008.

## Låtar
1. Beast Loose in Paradise (Radio Edit) (3:09)
2. Beast Loose in Paradise (Dark Floors Version) (3:33)